# Grünenplatz
Grünenplatz war ein Wohnplatz im Stadtbezirk Lüttringhausen der bergischen Großstadt Remscheid in Nordrhein-Westfalen, Deutschland. Heute ist der Wohnplatz Teil des Werksgeländes der Firma Dirostahl, das weitere Umfeld an der eines Betonmischwerks und der Bundesbahn. Nach dem Wohnplatz ist die heutige Grünenplatzstraße benannt worden, an der er gelegen war. Die Straße beginnt an der Beyenburger Straße und geht am Ende in den Straßenzug „Linde“ über.

## Lage und Beschreibung
Der Siedlungskern der Ortslage befindet sich im Norden der Stadt im statistischen Stadtteil Großhülsberg an der gleichnamigen Straße Grünenplatzstraße Ecke Luckhauser Straße nördlich des Lüttringhauser Kernorts an der Grenze zu Wuppertal. Benachbarte Ortslagen sind die Orte und Wohnplätze Neuenhaus, Voßholt, Hastberg, Rosental, Luckhausen, Düring, Eisenstein, Groß- und Kleinhülsberg.
Lange Jahre befand sich zwischen Grünenplatz und Rosentalstraße eine große Fläche, die als Kleingartenanlage benutzt wurde. Heute (Juni 2016) liegt das Gelände brach und verwildert.

## Geschichte
Grünenplatz erscheint als Gruneplatz auf der Carte des Herzogthums Berg des Carl Friedrich von Wiebeking aus dem Jahr 1789. Der Ort ist auf der Topographischen Aufnahme der Rheinlande von 1824 als Grüneplatz beschriftet, auf der Preußischen Uraufnahme von 1840 ist er unbeschriftet. Ab der Preußischen Neuaufnahme von 1892 ist er bis zum Abgang regelmäßig als Grünenplatz verzeichnet. Der Ort lag an der Anfang des 19. Jahrhunderts neu gebauten Chaussee, die von Rittershausen über die Heckinghauser Zollbrücke und Lüttringhausen nach Lennep führte.
Im 19. Jahrhundert gehörte Grünenplatz zur Hülsberger Rotte des ländlichen Außenbezirks der Stadt Ronsdorf. Im Gemeindelexikon für die Provinz Rheinland werden 1885 zwei Wohnhäuser mit 38 Einwohnern angegeben, in der Ausgabe für 1895 sind es zwei Wohnhäuser mit 27 Einwohnern.
Am 15. Mai 1900 fand ein Gebietstausch zwischen der Bürgermeisterei Ronsdorf und der Bürgermeisterei Lüttringhausen statt, in der die Hülsberger Rotte mit Grünenplatz zu Lüttringhausen kam. Die Ausgabe 1905 des Gemeindelexikons für die Provinz Rheinland weist Grünenplatz nun als Lüttringhauser Wohnplatz aus und gibt ein Wohnhaus mit sieben Einwohnern an. Die Wohngebäude des Wohnplatzes wurden Mitte des 20. Jahrhunderts abgetragen und mit Werksgebäuden des benachbarten Firma Dirostahl überbaut.

## Verkehr
Am Grünenplatz endet die städtische Buslinie 660. An der Einmündung zur Beyenburger Straße befindet sich der Aufgang zum Bahnsteig der Bundesbahn nach Ronsdorf.
Als die Station „Lüttringhausen“ noch ein offizieller Bahnhof war, befand sich direkt neben den Gleisen die Güterabfertigung. Heute ist dort ein kleiner P + R-Parkplatz eingerichtet.